# Andreas Spengler

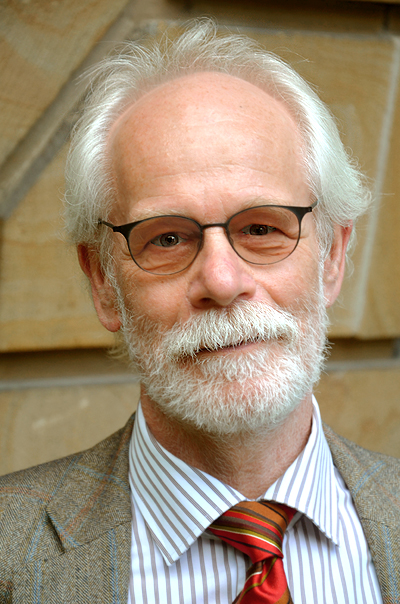
Andreas Spengler, Juni 2016

Andreas Spengler (* 10. Juni 1947 in Goslar) ist ein deutscher Psychiater und Psychotherapeut.

## Leben
Spengler wuchs in Bad Gandersheim auf und lebte bis 1966 in Wuppertal. Nach einem Werksemester beim Evangelischen Studienwerk Villigst studierte er in Erlangen, Montpellier und Hamburg Medizin. Als Dissertation am Institut für Sexualforschung im Universitätskrankenhaus Eppendorf legte er 1976 in Hamburg die international erste empirische Erhebung über Sadomasochisten und ihre Subkulturen vor. 1986 habilitierte er dort im Rahmen eines Projektes der Deutschen Forschungsgemeinschaft über Psychosexuelle Störungen bei Genitaloperationen. In Hamburg engagierte er sich in sozialpsychiatrischen Reformprojekten und beim Aufbau eines psychiatrischen Notdienstes. Von 1988 bis 2008 wirkte er als Ärztlicher Direktor am Niedersächsischen Landeskrankenhaus Wunstorf, der heutigen KRH Psychiatrie Wunstorf. Im Jahr 1989 wurde er an die Medizinische Hochschule Hannover umhabilitiert und 1994 zum außerplanmäßigen Professor ernannt.
Er ist Full Member der International Academy of Sex Research sowie Mitglied weiterer Fachgesellschaften und publiziert über psychiatrische Notfälle, Zwangseinweisungen, Forensische Psychiatrie, psychiatrische Versorgung. Ein Schwerpunkt seiner Arbeit sind die Psychiatrischen Institutsambulanzen, deren Entwicklung und Aufbau in Deutschland er für die Bundesdirektorenkonferenz von 1988 bis 2008 koordinierte. Er ist fachärztlich in der Psychiatrie, Psychotherapie und Forensischen Psychiatrie qualifiziert. Er engagiert sich ehrenamtlich und ist therapeutisch und als psychiatrischer Gutachter und Sachverständiger tätig. Von 2008 bis zum Frühjahr 2013 war er Vorsitzender des Niedersächsischen Ausschusses für Angelegenheiten der psychiatrischen Krankenversorgung. Er leitete Symposien auf Fachkongressen und Tagungen bei der Evangelischen Akademie Loccum in den Jahren 2004, 2006, 2010 und 2013.
Spengler initiierte, gemeinsam mit Siegfried Neuenhausen, die Ausstellung Elementarkräfte, die 2010 die Werke psychiatrieerfahrener Künstler in der Städtischen Galerie KUBUS in Hannover zeigte. Er leitet ein psychiatrisch-kunstgeschichtliches Projekt über den Göttinger Outsider-Art-Künstler Julius Klingebiel (1904–1965). Dieser wurde unter Mitwirkung von Spengler am 14. Juni 2015 in einem Fernsehfilm beim Norddeutschen Rundfunk porträtiert.
Spenglers berufliches Wirken wurde in Fernsehbeiträgen gezeigt, darunter NDR III, 1988 "Die Seele brennt", 2 × 45 min. von Günter Seidenberg und Michael Herl und in 3sat, 2006 in  "Forschungsreise in die Psychiatrie", 5. Folge von M. Biber und E. Rüther.

## Veröffentlichungen
- Sadomasochisten und ihre Subkulturen. Campus, Frankfurt am Main/New York 1979, ISBN 3-593-32374-5.
- Manifest Sadomasochism of Males: Results of an empirical Study. In: Archives of Sexual Behavior. 6 (1977), S. 441–456. (Nachdruck in: T.S. Weinberg, G.W. Kamel (Hrsg.): Studies in sexual dominance and submission. Prometheus Books, Buffalo 1995, ISBN 0-87975-978-X)
- Transsexualität – eine Krankheit im Sinne der RVO. In: Neue Juristische Wochenschrift. 24 (1978) 1192-1193
- Psychosexuelle Störungen nach Genitaloperationen. Habilitationsschrift. Fachbereich Medizin. Universitätskrankenhaus Eppendorf. Hamburg 1984.
- Maßregelvollzug – ungebremster Zuwachs. In: Deutsches Ärzteblatt. 101 (2004) C 2208, A 2730 (8. Oktober 2004)
- Factors influencing assignment of patients to compulsory admission. In: Social Psychiatry. 21 (1986), S. 113–122.
- Andreas Spengler (Hrsg.): Institutsambulanzen in der psychiatrischen Versorgung. Vandenhoeck und Ruprecht, Göttingen 1991, ISBN 3-525-45738-3.
- Psychiatrische Institutsambulanzen – ein Überblick. In: Nervenarzt. 74 (2003), S. 476–478.
- Psychiatrische Institutsambulanzen. Leistungsfähig, bedarfsgerecht und innovativ In: Deutsches Ärzteblatt. 109 (40) (2012) A 1981-1983.
- Zwangseinweisungen in Deutschland – Basisdaten und Trends. In: Psychiatrische Praxis. 34 (2007), S. 191–195.
- Was geschehen ist – Das Beispiel Wunstorf. In: E. Nagel, C. Quarch, C. Begerau, C.v. Fritsch: Deutscher Evangelischer Kirchentag Hannover 2005. Dokumente. Gütersloher Verlagshaus.
- Andreas Spengler, Siegfried Neuenhausen, Lothar Schlieckau: Elementarkräfte – Schaffen und Werk psychiatrieerfahrener Künstler über 100 Jahre. Hrsg.: Kulturbüro der Landeshauptstadt Hannover, Psychiatrie-Verlag, Bonn 2010, ISBN 978-3-88414-599-9.
- A. Spengler, M. Koller, D. Hesse (Hrsg.): Die Klingebiel-Zelle. Leben und künstlerisches Schaffen eines Psychiatriepatienten. Vandenhoeck & Ruprecht, Göttingen 2013, ISBN 978-3-525-30043-5
- A. Spengler: pictor doctus – Fünf Jahrzehnte Zeichnung und Malerei. Wunstorf, 2017. ISBN 978-3-00-055610-4